# Hemifusus
Hemifusus (nomeadas, em inglêsː false fusus ou stair shell -sing.) é um gênero de moluscos gastrópodes marinhos predadores, com seis espécies, pertencente à família Melongenidae, na subclasse Caenogastropoda e ordem Neogastropoda. Foi classificado por William John Swainson, em 1840, na obra A Treatise on Malacology or Shells and Shell-fish; publicado em Londres; e sua distribuição geográfica é no Sudeste Asiático; incluindo mar da China Meridional e mar da China Oriental ao Japão, no oceano Pacífico; todas ocupando preponderantemente habitats de clima tropical, em grande profundidade. Sua espécie-tipo é Hemifusus colosseus (Lamarck, 1816), originalmente denominada Fusus colosseus e cujas conchas podem atingir até os 42 centímetros de comprimento, quando desenvolvidas. Em 2018, três espécies deste gênero (Hemifusus carinifer, Hemifusus ternatanus e Hemifusus elongatus) foram transferidas para os gêneros Brunneifusus e Lenifusus, não existindo mais espécies de Hemifusus nas costas das Filipinas.

## Espécies deHemifusus
- Hemifusus boucheti Thach, 2017
- Hemifusus colosseus (Lamarck, 1816)
- Hemifusus crassicauda (Philippi, 1849)
- Hemifusus kawamurai Kira, 1965
- Hemifusus tuba (Gmelin, 1791)
- Hemifusus yurikantori Thach, 2017[1]

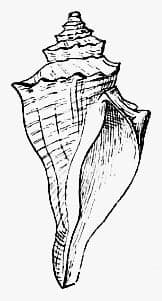
Ilustração da concha de Hemifusus tuba (Gmelin, 1791);[1] retirada da obra Die Leitfossilien, ein Handbuch für den Unterricht und für das Bestimmen von Versteinerungen (1896).

## Descrição e habitat
Em 1840, Swainson afirmou sobre as conchas do gênero Hemifusus; ao retirá-las do gênero Fusus:
Seu canal sifonal é alongado ou destacado, às vezes largo, e suas conchas são de coloração branca, amarelada ou de um castanho muito claro, com perióstraco escurecido; dotadas de superfície decorada com linhas espirais visíveis e uma dobra angular na região mais alargada de suas voltas, ou de voltas meramente arredondadas; com ou sem projeções espinescentes e espaçadas. lábio externo fino. Seu opérculo fecha totalmente a entrada da sua abertura; sendo oval, em forma de unha e com anéis concêntricos. Habitam regiões de clima tropical, em águas profundas e longe da costa.